# اینترکینز

محل انجام اینترکینز در تصویر مشخص شده.

اینترکینز مرحله‌ای از تقسیم میوز است که پس از تلوفاز اول و قبل از شروع میوز دوم اتفاق می‌افتد. این مرحلهٔ کوتاه تقریباً همانند مرحله اینترفاز است با این تفاوت که در آن مواد ژنتیکی دو برابر نمی‌شود.